# Jan Radożycki
Jan Radożycki ps. „Owczarek”, „Jasiński” (ur. 22 listopada 1911 w Bukowsku, zm. 19 lipca 2003 w Warszawie) – polski filolog klasyczny, nauczyciel, tłumacz, żołnierz Wojska Polskiego oraz Związku Walki Zbrojnej–Armii Krajowej, prześladowany i więziony przez władze komunistyczne w okresie PRL.

## Życiorys
Urodził się 22 listopada 1911 w Bukowsku w rodzinie chłopskiej jako syn Józefa i Marii (Marianny) z domu Stawarczyk, zamieszkującego tamże pod numerem domu 28. Po śmierci ojca w 1919, matka po raz drugi wyszła za mąż za Tomasza Pitucha. Jan Radożycki miał troje rodzeństwa z pierwszego małżeństwa matki oraz dwóch braci przybranych z drugiego. Jego wujem był profesor teologii ks. Jan Stawarczyk (1887–1944), który wspierał go po wczesnej śmierci ojca, pokrywając koszty nauki szkolnej i uniwersyteckiej. Uczył się w szkole średniej księży Saletynów w Dębowcu (klasy od 1 do 5), a następnie w Zakładzie Naukowo-Wychowawczym Ojców Jezuitów w Chyrowie (klasy od 6 do 8), gdzie zdał maturę w 1931. W tym samym roku podjął studia filologii klasycznej na Uniwersytecie Warszawskim zakończone w 1935. Następnie został powołany do Wojska Polskiego i odbył roczny dywizyjny kurs podchorążych rezerwy przy 76 Lidzkim pułku piechoty (opiekunem kursu był gen. Franciszek Kleeberg, a dowódcą plutonu Radożyckiego był por. Władysław Raginis) uzyskując stopień podchorążego i przydział do macierzystego pułku. Następnie został nauczycielem filologii klasycznej (języka łacińskiego) w Łodzi, wpierw w Państwowym Żeńskim Liceum i Gimnazjum im. Emilii Szczanieckiej w Łodzi, a po roku także w Męskim Gimnazjum i Liceum im. Stefana Żeromskiego (później wykładał także przedmiot przysposobienie wojskowe). Został członkiem Sodalicji Mariańskiej. Przed 1939 rozpoczął studia doktoranckie.
Pod koniec sierpnia 1939 zmobilizowany do Wojska Polskiego, po wybuchu II wojny światowej podczas kampanii wrześniowej służył w macierzystym 76 pułku piechoty jako zastępca dowódcy plutonu ciężkich karabinów maszynowych. Wskutek pomyłki nie dotarł do ulokowania oddziałów, które otrzymał w rozkazie (dwa bataliony pułku zostały wówczas rozbite przez Niemców), zaś samodzielnie przyłączył się do oddziału partyzantów dowódcy kompanii por. Dziedzica, w której kierował drużyną piechoty. Następnie przez Lublin przedostał się do Chełma, gdzie brał udział w walkach obronnych pod dowództwem płk. Stanisława Tatara. Został ranny w prawe oko, w którym wskutek braku niezwłocznego leczenia utracił trwale wzrok. Podjął próbę przebycia do rodzinnego Bukowska, do którego zmierzając trafił do niewoli niemieckiej w rejonie Leżajska. Podczas transportu do obozów jenieckich zbiegł na trasie Rzeszów-Przeworsk, po czym przybył do rodzinnego Bukowska (gdzie tuż przed wojną spędzał wakacje). 
Po nastaniu okupacji niemieckiej, wobec niemożności powrotu do Łodzi (zagrożenie aresztowaniem) przedostał się na Podkarpacie i ukrywał się w okolicach Brzozowa i Rymanowa. Brał udział w organizacji przerzutów na Węgry. Sam zdecydował się na ucieczkę przez granicę za późno i cofnięty przez węgierską straż graniczną powrócił do rodzinnego Bukowska. Od grudnia 1940 do marca 1941 przebywał w Krakowie, gdzie poddał się operacji oka, mającej na celu przywrócenie wzroku, zakończonej niepowodzeniem. W okresie 1941–1942 nauczyciel gimnazjalny w Bukowsku. Pracował w bukowskim oddziale Radzie Głównej Opiekuńczej. Jednocześnie, po powrocie z Krakowa od 1941 podjął działalność w Związku Walki Zbrojnej. Zaangażował się w tajne nauczanie. Wobec zagrożenia aresztowaniem po masowych zatrzymaniach z początku 1942, ukrywał się w okolicznych wsiach Nagórzany, Wola Sękowa, Nadolany (pod tożsamością Johann Batożycki). W 1943 przeniósł się do Jaćmierza, gdzie służył w sztabie obwodu jako kierownik BiP (szef Działu Informacji i Propagandy) Obwodu Sanockiego Armii Krajowej, był redaktorem pisma „Przegląd Tygodniowy”, tworzonego na podstawie nasłuchu źródeł niemieckich, ukazującego się od października 1943 do lipca 1944 w liczbie 37 i nakładzie ok. 500 egzemplarzy (od nr 26–27 z 1944 już jako „Przegląd Polski”). Funkcjonował pod pseudonimami „Owczarek”, „Jasiński”. W Jaćmierzu jego współpracownikiem był Józef Stachowicz, który udzielał mu także schronienia, natomiast Radożycki wspomagał go w organizacji tajnego nauczania młodzieży). Od lata 1943 do 1947 prezes zarządu powiatowego oddziału Stronnictwa Narodowego w Sanoku.
Po nadejściu frontu wschodniego z lata 1944 i wkroczeniu Armii Czerwonej, zagrożony aresztowaniem Jan Radożycki został nauczycielem języków łacińskiego i greckiego w gimnazjum w Jarosławiu, podejmując pracę pod fałszywą tożsamością Jan Batożycki. W marcu 1945 przypadkowo spotkał w Rzeszowie Józefa Czuchrę ps. „Orski”, obaj zostali zatrzymani, po czym Czuchra zastrzelony podczas próby ucieczki, a Radożycki aresztowany pod nazwiskiem Batożycki, po czym został zwolniony po trzech miesiącach. Powróciwszy do Warszawy zamieszkał w domu swojego wuja (zmarłego 26 czerwca 1944) przy ulicy Zajęczej 16. Podjął studia filologii angielskiej na Uniwersytecie Warszawskim. Wówczas pojawiła się dla niego oferta wyjazdu na stypendium do USA, jednak władze nie wydały mu zezwolenia. Zaangażował się w stołeczne konspiracyjne struktury Stronnictwa Narodowego, zostając kierownikiem dzielnicy lubelskiej (obejmującej Lublin, Radom, Siedlce) i kierownikiem Wydziału Wychowania w Prezydium Zarządu Głównego SN. Przewoził do Lublina pieniądze przeznaczone dla rodzin działaczy aresztowanych bądź przebywających na emigracji. 16 sierpnia 1947 został ponownie aresztowany przez funkcjonariuszy UB. Osadzony w więzieniu mokotowskim. Podczas śledztwa, które prowadził płk Józef Różański, był torturowany. 16 lutego 1948 wyrokiem Wojskowego Sądu Rejonowego w Warszawie został skazany na karę 10 lat pozbawienia wolności, 5 lat pozbawienia praw publicznych i konfiskatę mienia. Karę odbywał początkowo w zakładzie mokotowskim, a później w więzieniu we Wronkach (karę wraz z nim odsiadywali m.in. Mieczysław Przystasz, Jan Łożański), od 1955 w Sosnowcu, gdzie został skierowany do pracy w kopalni w Klimontowie, a po zbuntowaniu się został odesłany do Wronek. W czasie odosobnienia udzielał innym współwięźniom lekcji języka angielskiego. Łącznie przesiedział w więzieniach 9 lat. Wyszedł na wolność w 1956 w wyniku amnestii.
Po odzyskaniu wolności miał trudności z uzyskaniem miejsca pracy. Został pracownikiem Ośrodka Rozpowszechniania Wydawnictw Naukowych (ORWN) Polskiej Akademii Nauk w Dziale Wymiany Zagranicznej. Po kilku latach został pracownikiem biblioteki Instytutu Zoologii PAN. Wsparcia udzielił mu ks. prof. Józef Dąbrowski, kierujący wydaniem Dawnych dziejów Izraela. Jan Radożycki przejął kontynuację przekładu tego dzieła po Zygmuncie Kubiaku. Został tłumaczem dzieł autorów starożytnych (przede wszystkim Józefa Flawiusza) i nowożytnych. Najważniejsze jego przekłady to komplet dzieł Józefa Flawiusza (które opatrzył autorskimi komentarzami): Dawne dzieje Izraela (Antiquitates Judaicae) – wspólnie z Z. Kubiakiem; Wojna żydowska (De bello Judaico); Przeciw Apionowi (Contra Apionem) i Autobiografia (Vita). Inne pozycje to: Teodoret z Cyru, Listy; John Bright, Historia Izraela; Jean Delumeau, Daniel Roche, Dzieje ojców i ojcostwa; Mireille Hadas-Lebel, Józef Flawiusz, Żyd rzymski. Publikował prace z dziedziny naukoznawstwa i międzynarodowej wymiany wydawnictw. W 1977 odszedł na emeryturę.

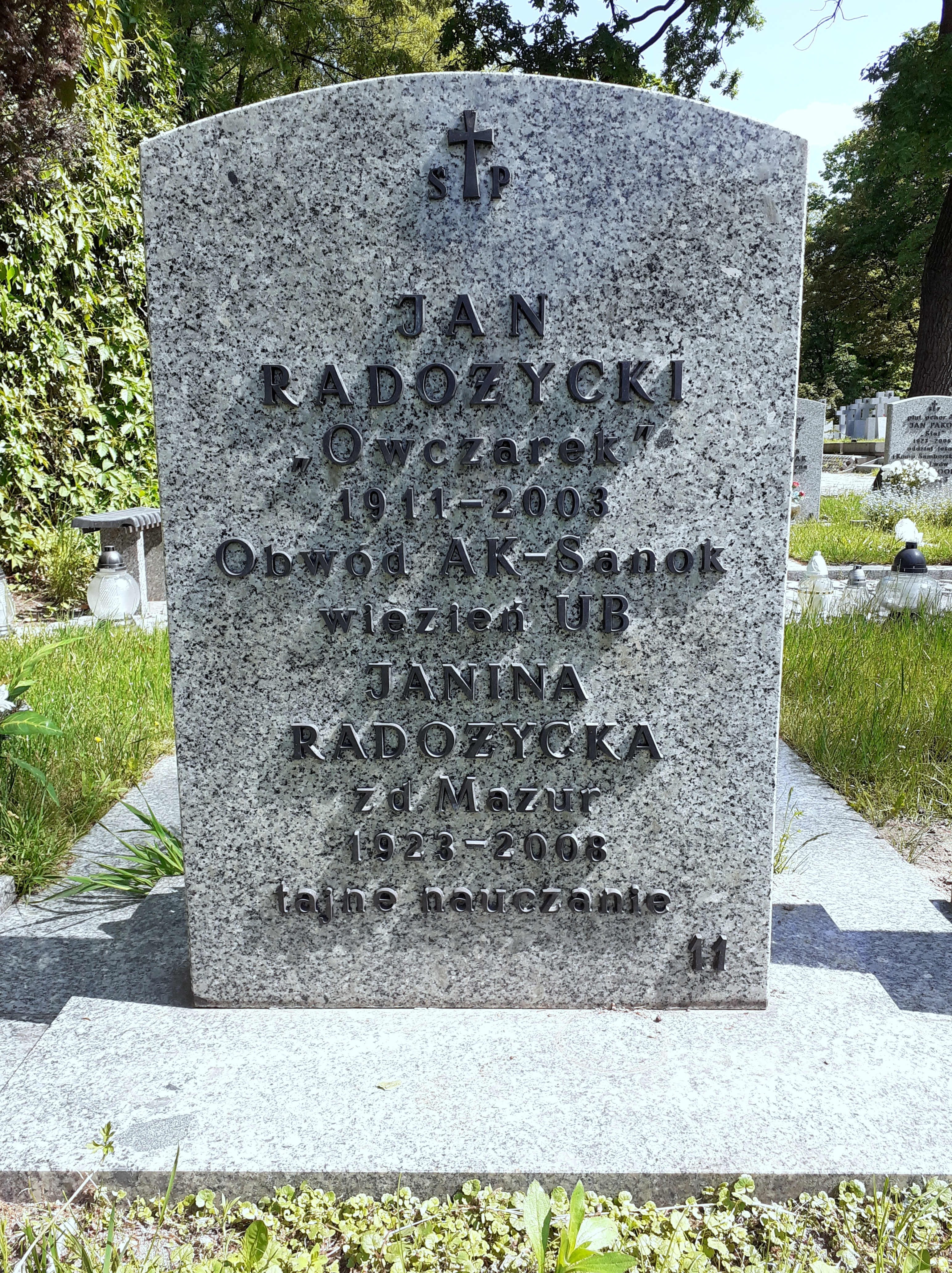
Grobowiec Jana i Janiny Radożyckich

24 sierpnia 1957 ożenił się z Janiną Mazur, pochodzącą z Posady Jaćmierskiej.
Zmarł 19 lipca 2003. Został pochowany w Panteonie Żołnierzy Polski Walczącej na Cmentarzu Wojskowym na Powązkach w Warszawie (kwatera D18-L09-11).
Już po jego śmierci, w 2007 ukazały się wspomnienia zatytułowane Aby o nich nie zapomniano.

## Odznaczenia i nagrody
Odznaczenia
- Krzyż Armii Krajowej

Nagrody
- Nagroda Stowarzyszenia Tłumaczy Polskich (1977)
- Nagroda Polskiego PEN Clubu za przekład z literatury obcej na język polski (1998)